# トヨタ・J型エンジン
トヨタ・J型エンジン（トヨタ・Jがたエンジン）は、かつてトヨタ自動車工業（現・トヨタ自動車）が製造していた水冷直列4気筒ディーゼルエンジンの系列である。

## 系譜
- エンジン型式一覧の自動車用エンジンの系譜を参照。

## 型式
1964年（昭和39年）3月登場
過流室式ディーゼルエンジン
水冷直列4気筒OHV

### J - 2300cc
- （初）ダイナ（JK170 1964年3月）
- （初）ライトバス（JK170B 1964年3月）

### 2J - 2500cc
- トヨペット・トヨエース（JY16）
- ダイナ / トヨエース
- デンソー製サブエンジン式バスクーラー